# Frank Makowski
Frank Makowski (1968) is een Duitse musicus op het gebied van ambient.
Hij wordt geïnspireerd de muziekwereld in te stappen als hij de muziek van Jean Michel Jarre hoort (met name het album Equinoxe), maar veel belangrijker voor hem is de muziek van Tangerine Dream. In 1988 heeft hij dan zijn eerste eigen synthesizer. Zijn eerste opnamen komen uit onder de naam Tranquillity, genoemd naar het album The Zoo of Tranquillity van Johannes Schmoelling (van Tangerine Dream). Hij treedt op tijdens KLEM, een festival voor elektronische muziek. Eind jaren negentig van de 20e eeuw richt hij samen met Stephen Parsick ‘ramp op; een band die elektronische muziek maakt à la beginperiode Tangerine Dream. Naast muziek maken, werkt Makowski ook als ontwerper; hij maakt ontwerpen voor zijn eigen muziekalbums, maar ook voor anderen. Hij mag zelfs een hoes ontwerpen voor een van de albums van Edgar Froese, de frontman van Tangerine Dream. The Speed of Dark is een project dat zowel qua muziek als qua vormgeving uit zijn stal komt.   

## Discografie
- 1992: Cyberland
- 1994: The Spectre Within
- 1996: Deus ex Machina
- 2001: Core
- 2007: The Speed of Dark